# Astragalus kavirensis
Astragalus kavirensis là một loài thực vật có hoa trong họ Đậu. Loài này được Freitag miêu tả khoa học đầu tiên.